# Национальный музей искусств имени Гапара Айтиева
Национальный музей искусств имени Гапара Айтиева — государственный художественный музей Кыргызстана в Бишкеке. Назван в честь советского первого профессионального киргизского художника Гапара Айтиева. Обладает крупнейшим в Кыргызстане собранием русского искусства XIX — XX вв. и крупнейшим в мире собранием киргизского традиционного декоративно-прикладного искусства.

## История
Музей был основан как Национальная картинная галерея 1 января 1935 года. Основой коллекции стали 72 произведения русских художников, поступившие из Государственной Третьяковской галереи и Наркомпроса РСФСР.
Современное здание было построено в 1974 году. Музей включал в себя образцы киргизского декоративно-прикладного искусства, юрты, ковры — шырдаки, традиционную одежду и украшения.
В период массовых волнений 2010 года пострадали заведения города, в том числе музей Гапара Айтиева. По словам директора музея Юристанбека Шигаева неизвестные вынесли некоторые полотна.

## Музейный фонд
Музейное собрание включает около 18 тысяч предметов: около 4 тысяч живописных полотен, около 9600 образцов графики, около 1 тысячи скульптур и более 3 тысяч экземпляров декоративно-прикладного искусства. Представлены работы советского периода, египетские и греческие репродукции, классические европейские скульптуры, и работы по эпосу «Манас».
Коллекция живописи включает произведения основателя музея, основоположника современного изобразительного искусства Кыргызстана, русского художника Семёна Афанасьевича Чуйкова, первого профессионального киргизского художника Гапара Айтиева, а также С. Айтиева, С. Акылбекова, А. Асранкулова, Т. Герцена, Б. Джумабаева, А. Игнатьева, Л. Ильиной, О. Мануйловой, Л. Месароша, А. Михалева, Т. Садыкова, Ф. Стукошина, Д. Уметова.

## Некоторые работы

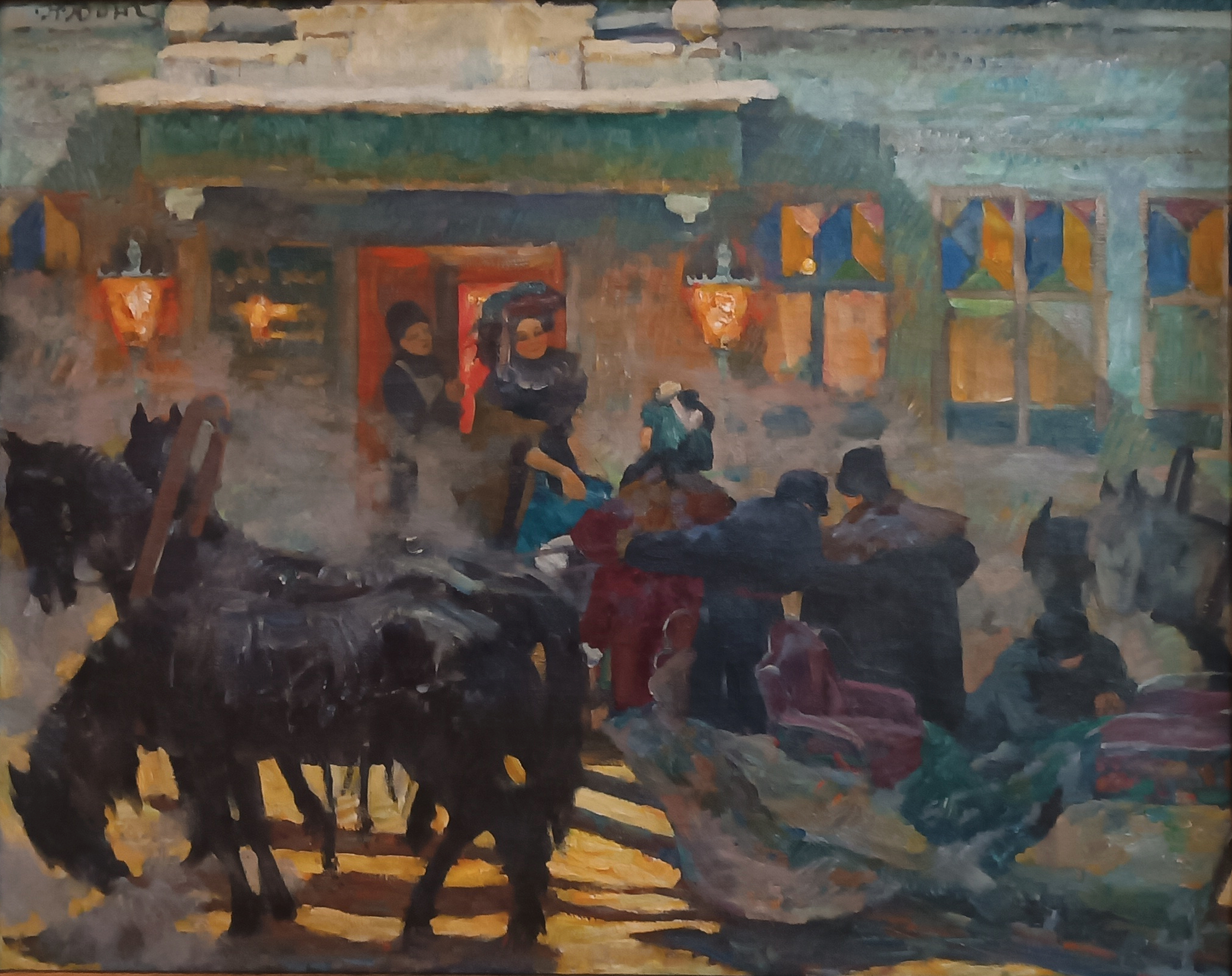
Константин Юон. «Тройка у Старого Яра зимой», 1909 г.
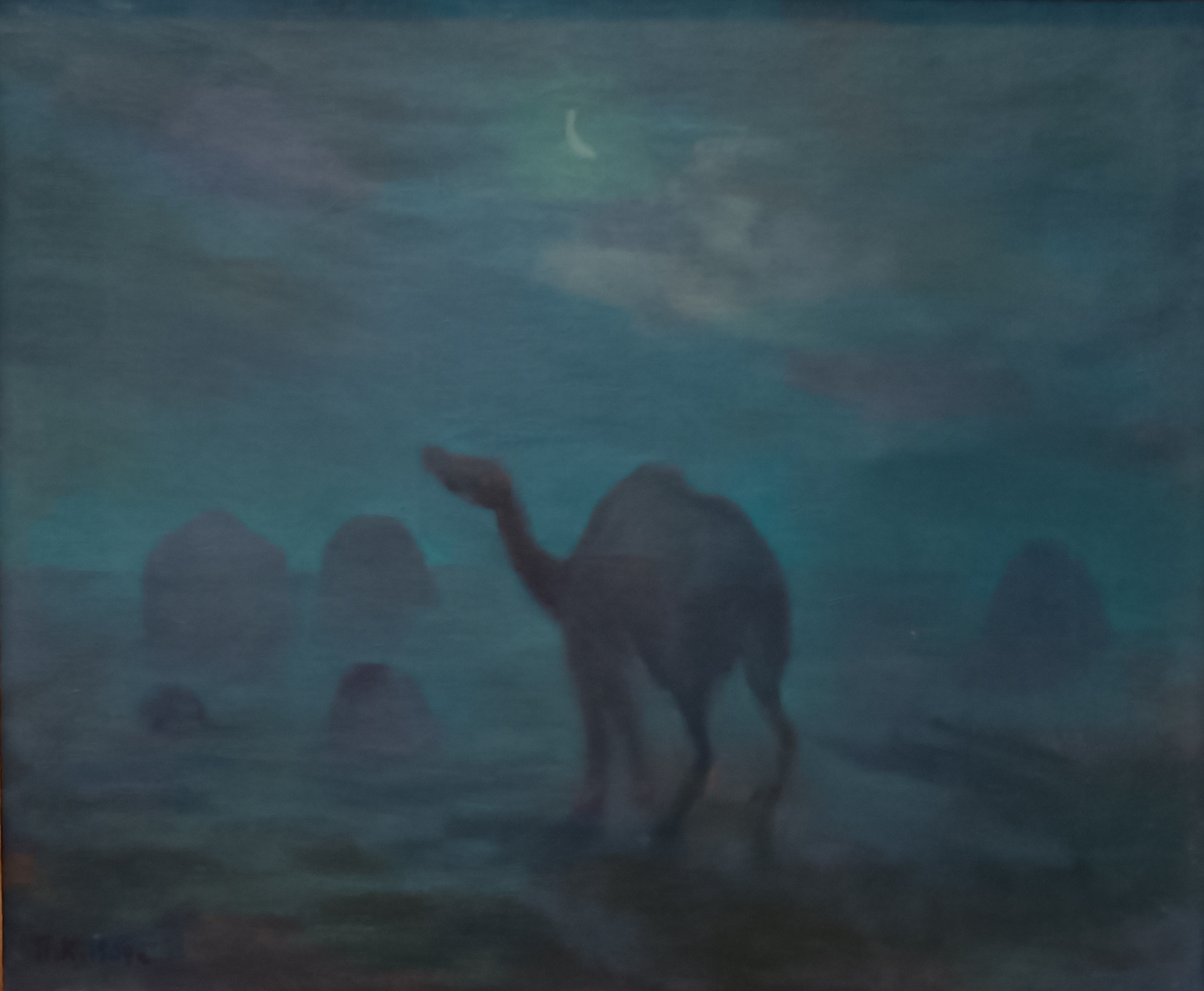
Павел Кузнецов. «Ночь в степи», 1909 г.
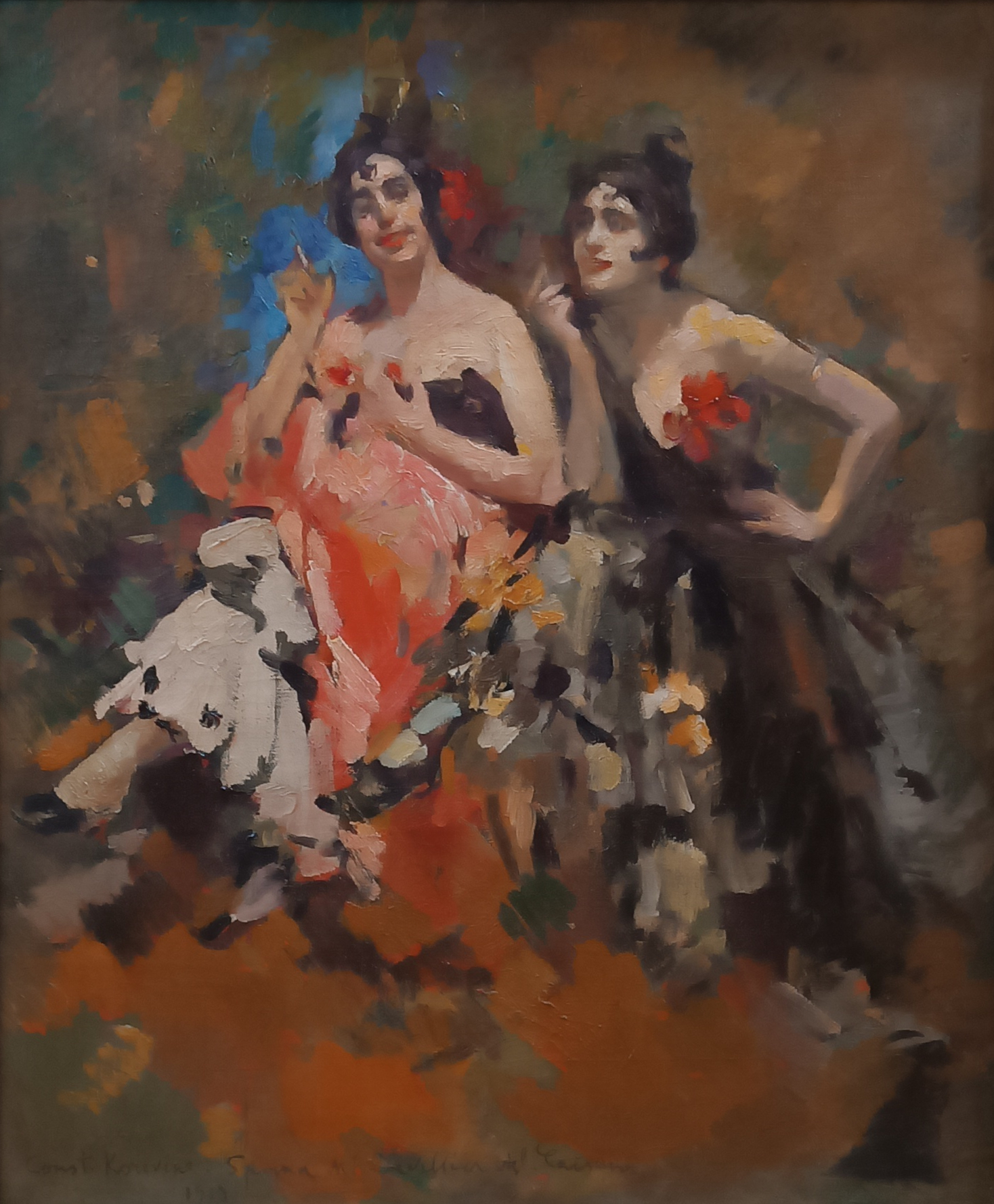
Константин Коровин. «Две испанские девушки», 1913 г.
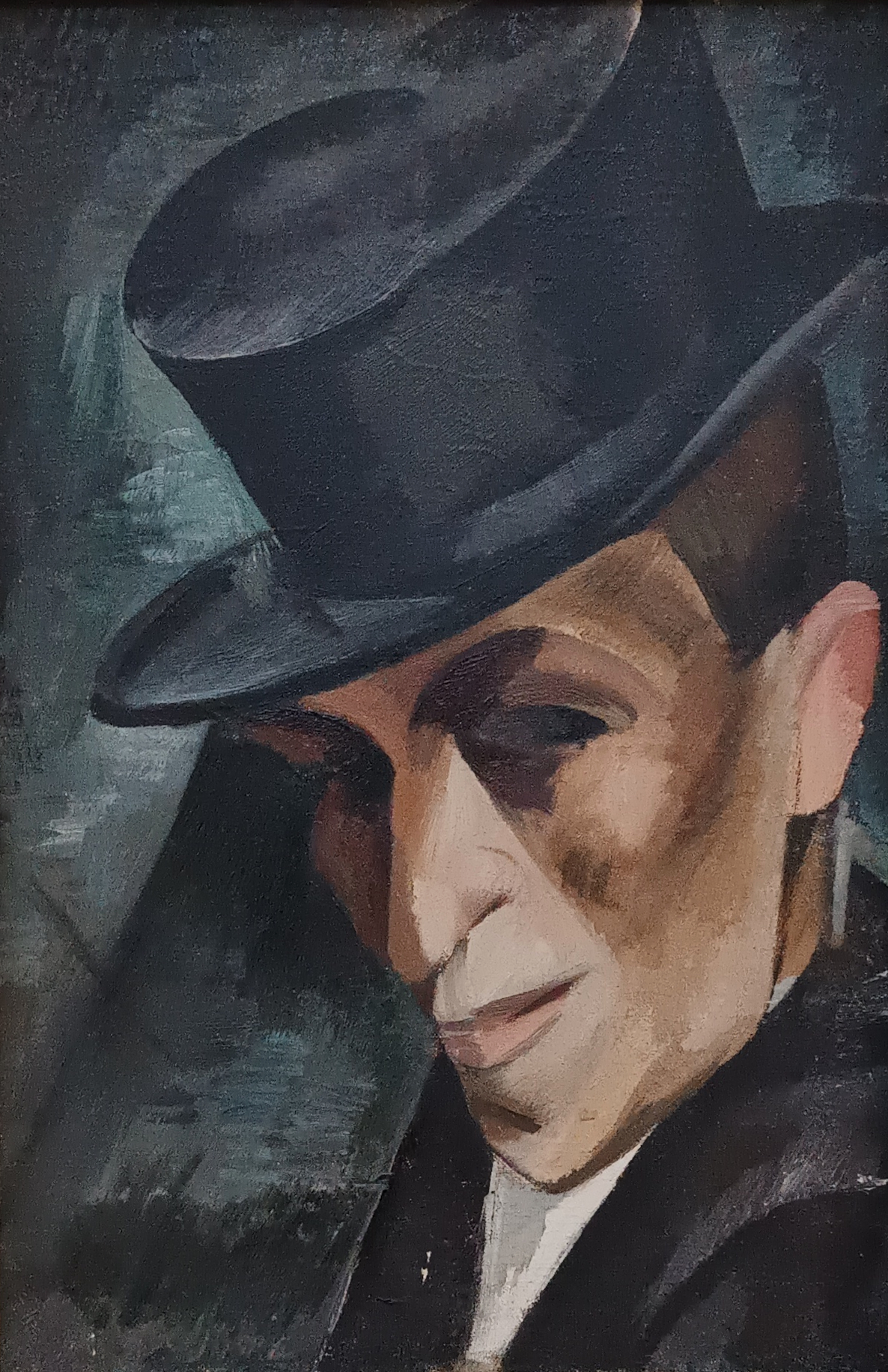
Александр Осмёркин. «Портрет неизвестного в цилиндре», 1915 г.
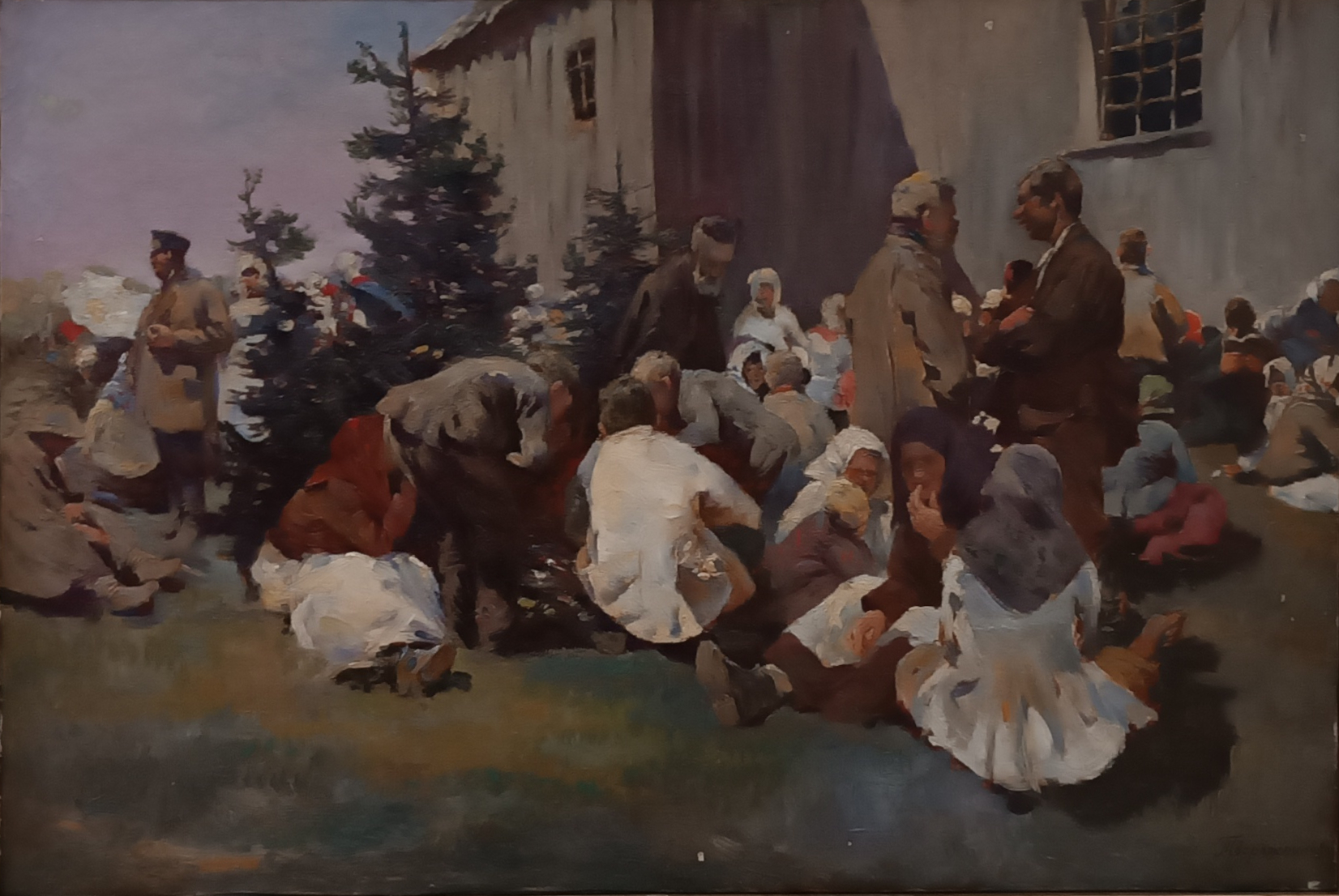
Иван Творожников. «У пересыльной тюрьмы», до 1919 г.
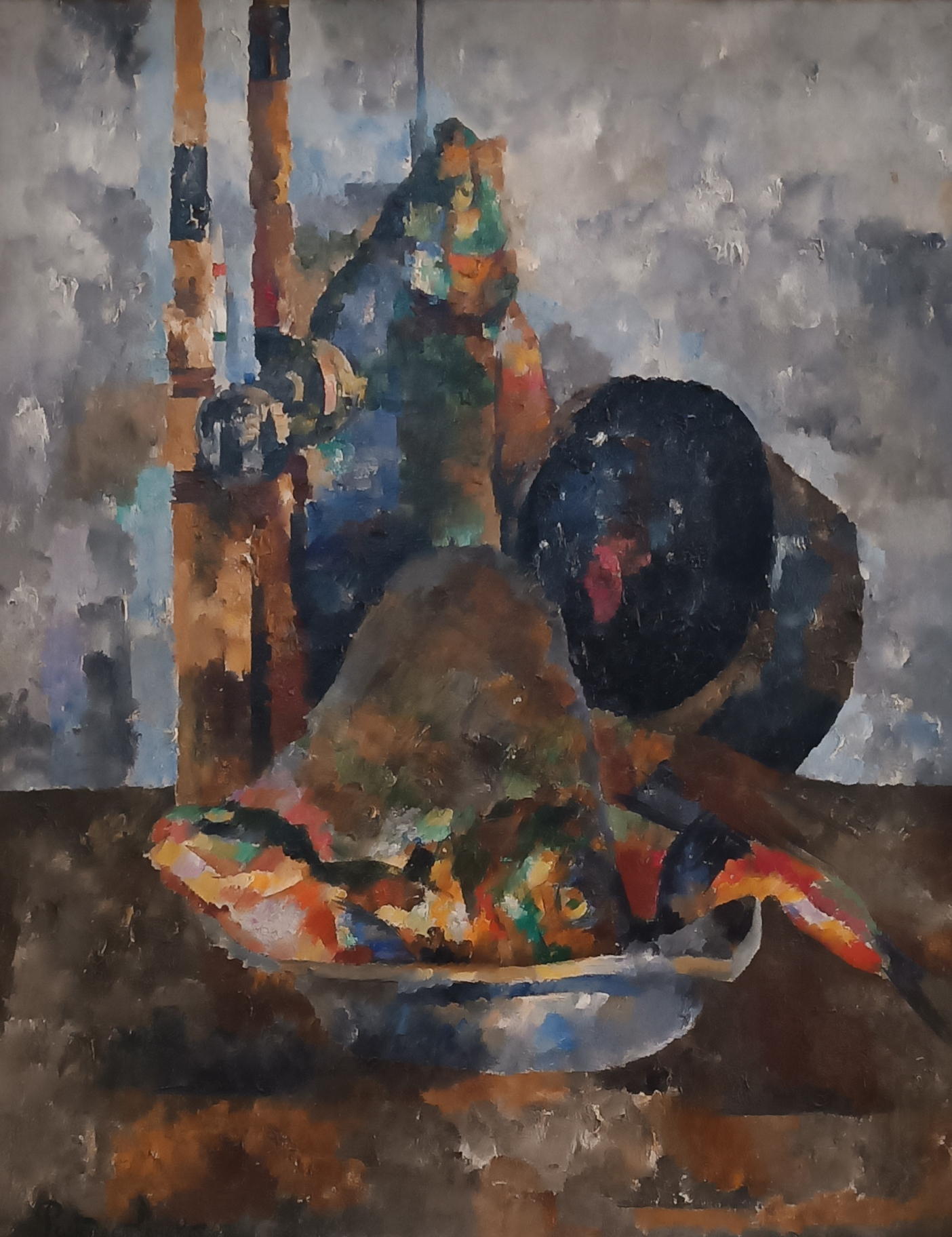
Василий Рождественский. «Натюрморт с лещом», 1921 г.
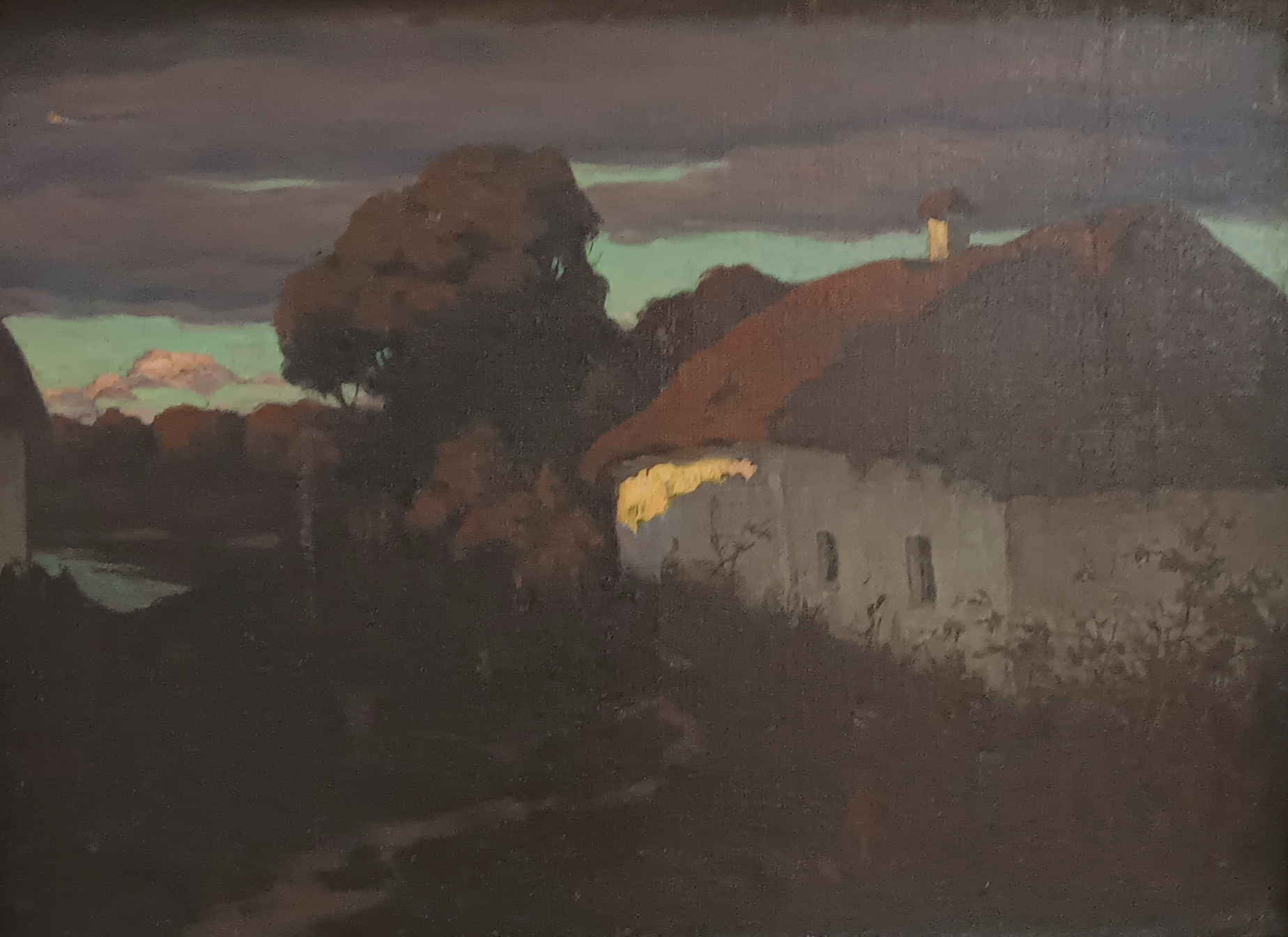
Виктор Зарубин. «Украинская ночь», до 1928 г.
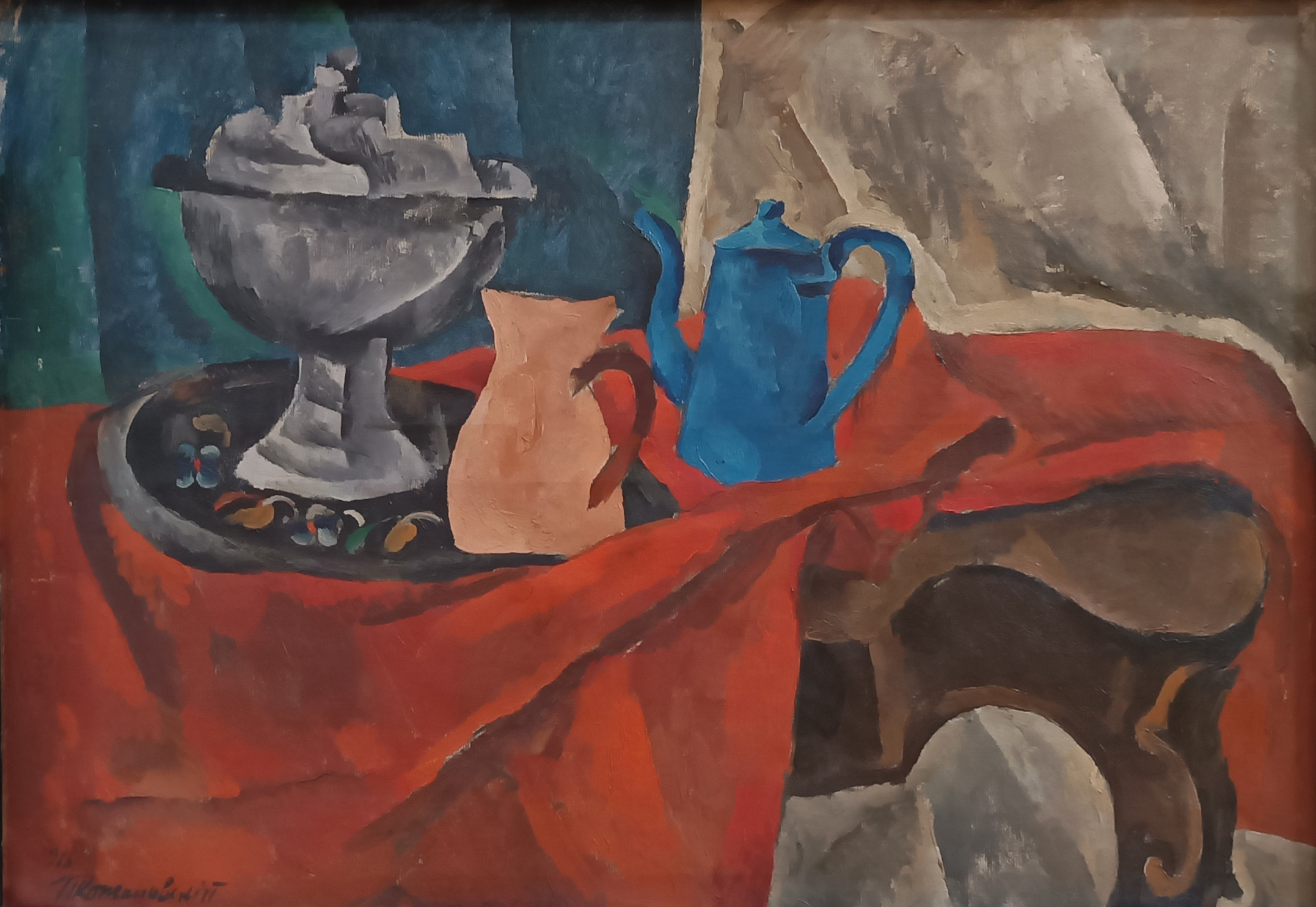
Пётр Кончаловский. «Посуда на скатерти», 1956 г.

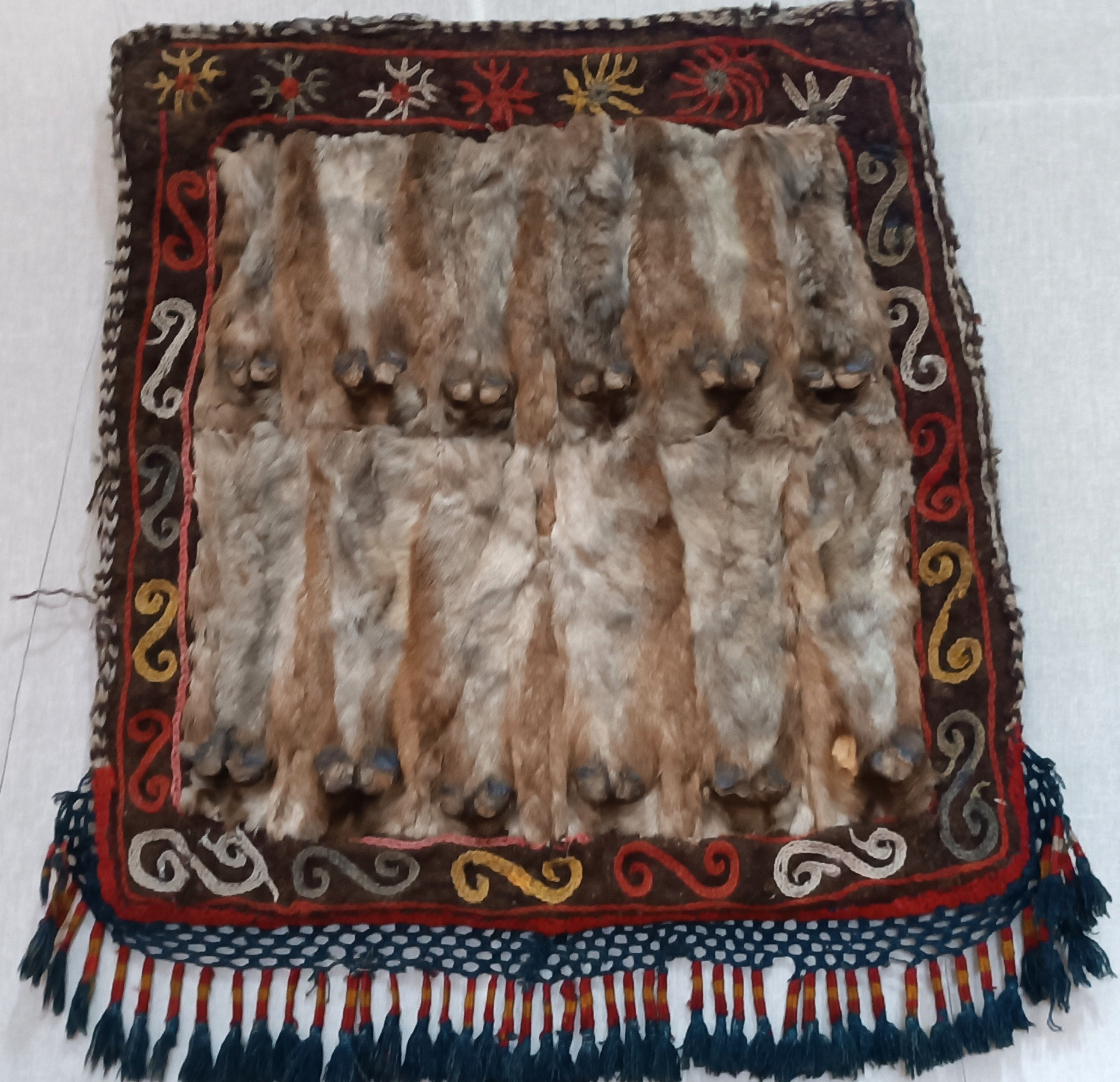
А. Бекабаева. Аяк-кап, 1929 г.
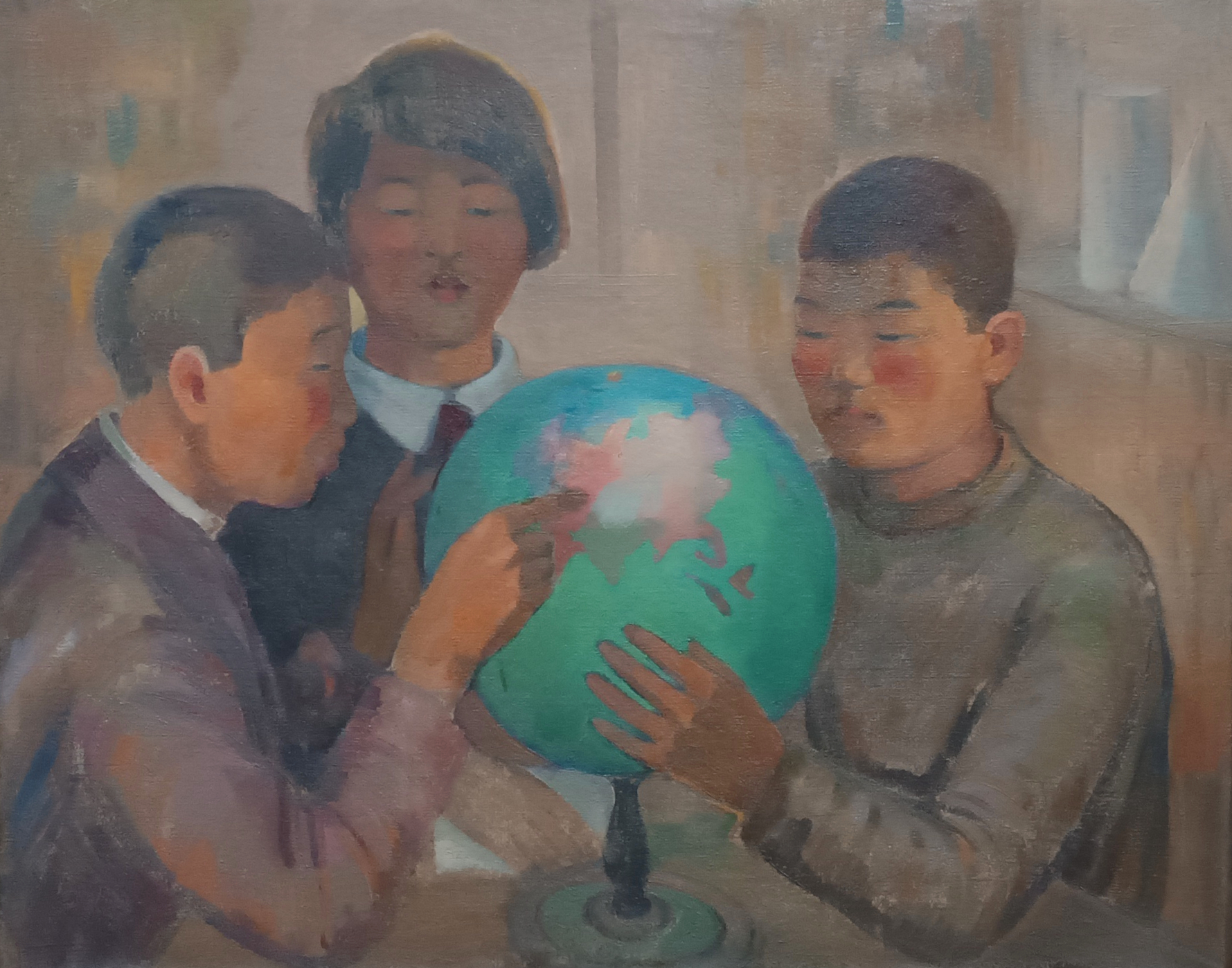
Владимир Образцов. «Киргизские мальчики у глобуса», 1930 г.
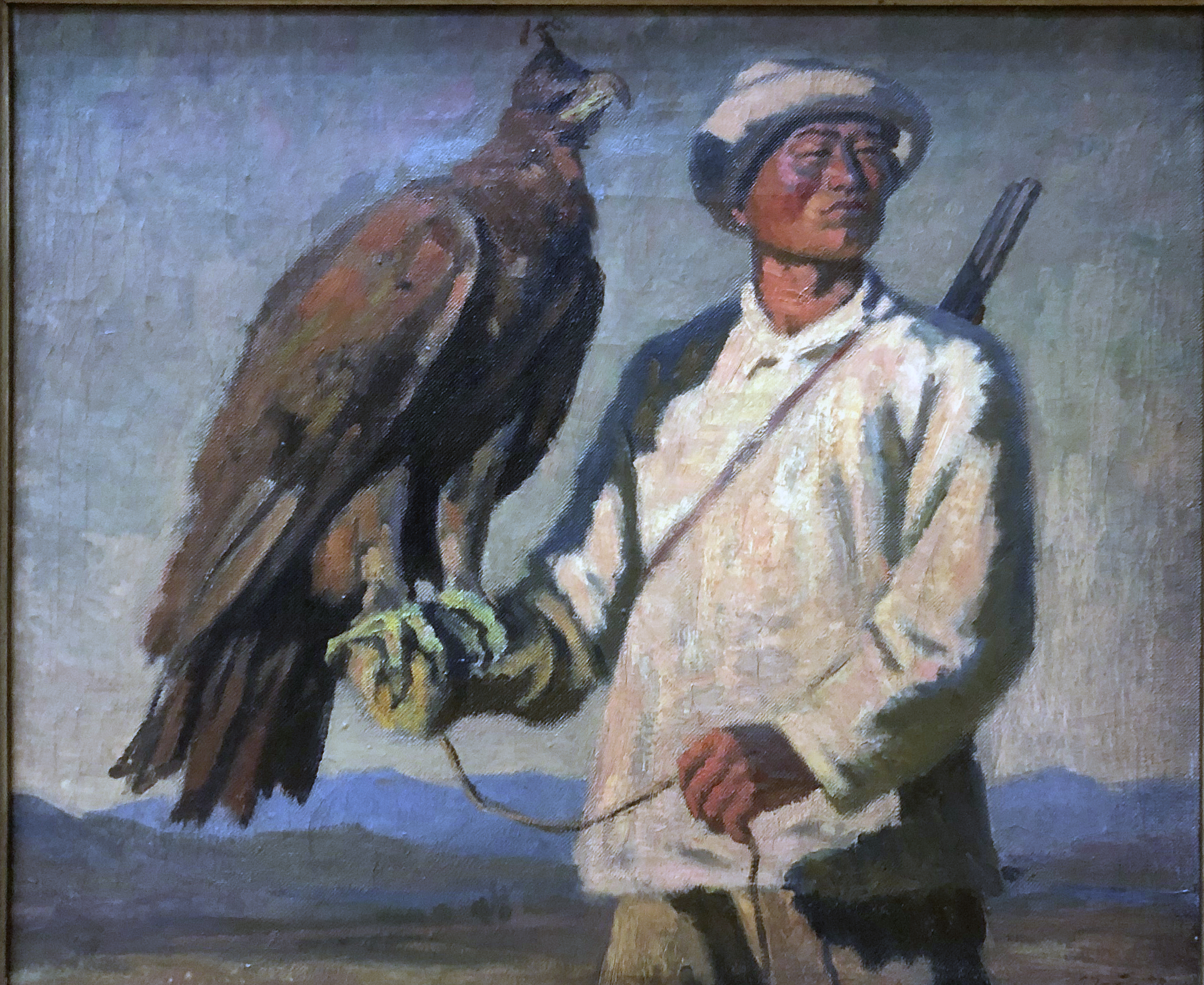
Семён Чуйков. «Киргизский охотник с беркутом», 1938 г.
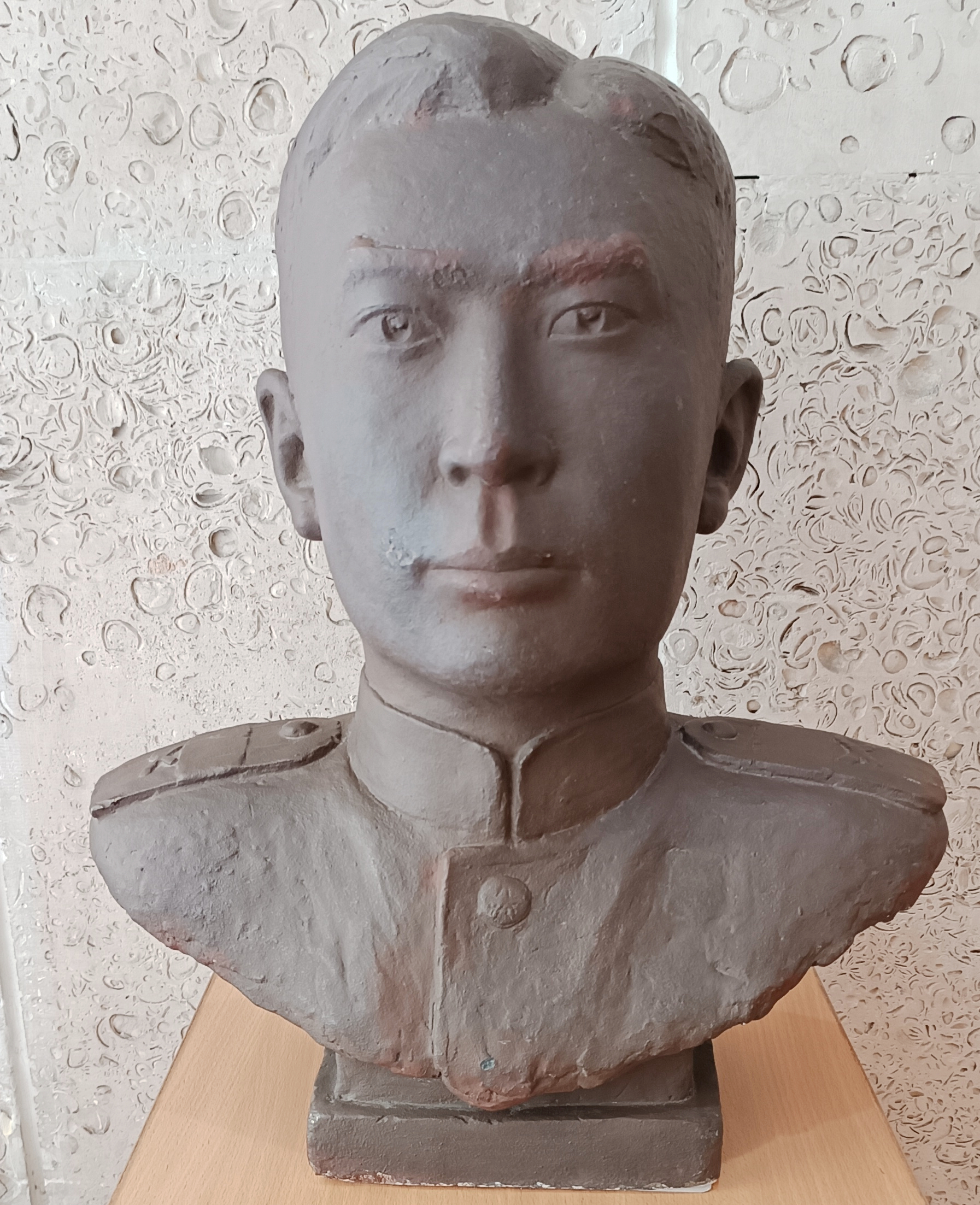
Абрам Браиловский. «Бюст генерал-майора Даира Асанова», 1944 г.

## Происшествия
- В 2010 году в период массовых волнений в стране музей подвергся мародёрству. По словам директора музея Юристанбека Шигаева неизвестные вынести некоторые полотна[1].
- В канун нового 2014 года из музея имени Гапара Айтиева была похищена картина художника Ивана Айвазовского «Морской пейзаж в Крыму». После нового года злоумышленники вернули полотно. По сообщению правоохранительных органов её подбросили в редакцию местной газеты[2][3].